# Skuwka pióra

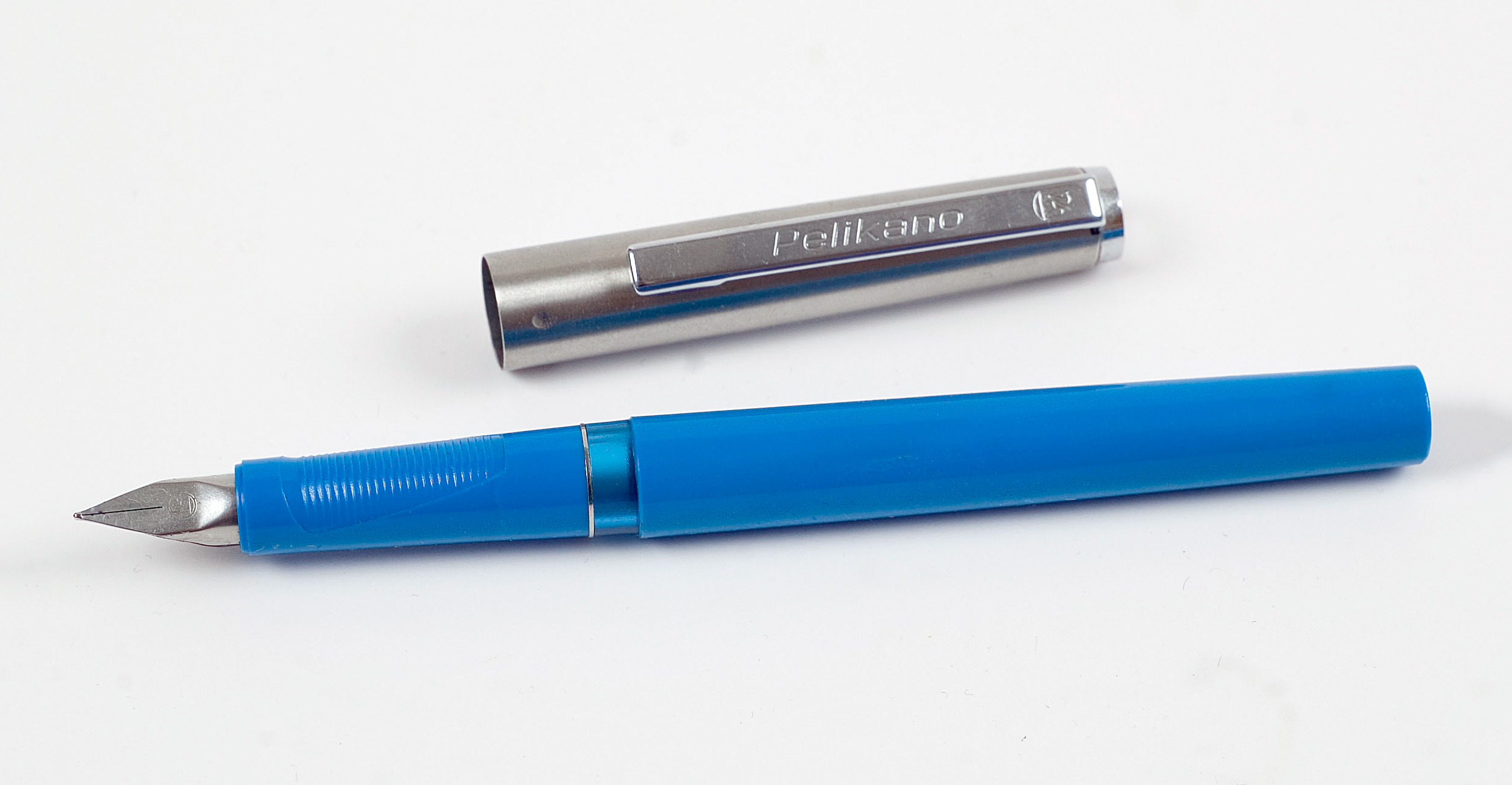
Metalowa skuwka pióra Pelikan

Skuwka – cylindryczna nasadka na wieczne pióro.
Skuwka zabezpiecza je przed wyschnięciem atramentu, przed uszkodzeniem końcówki, jak również przed poplamieniem odzieży. Wykonywana jest najczęściej z tego samego materiału, co korpus. Oprócz funkcji ochronnej, skuwka może służyć celom estetycznym.